# Maison des Sports de Clermont-Ferrand
Pour les articles homonymes, voir Maison des sports.
La Maison des Sports de Clermont-Ferrand est une salle connue pour avoir hébergé les demoiselles de Clermont jusqu'en 1985 puis l'équipe de basket-ball du Stade Clermontois et depuis 2015 la Jeanne d'Arc Vichy-Clermont Métropole Basket mais aussi pour l'organisation d'événements multi-culturels.

## Description
Avec sa capacité de 4 534 places assises et un total d environ 6 000 places assises et debout , la salle a actuellement une vocation essentiellement sportive, bien que des événements d'autres natures y soient organisés.

## Histoire
Construite en 1970, la Maison des Sports a été pendant de nombreuses années la seule salle de spectacle de grande capacité à Clermont-Ferrand. Cependant, cet équipement s'est révélé peu adapté à cet usage (mauvaise acoustique, configuration peu pratique), d'où la construction de deux nouvelles salles, la Coopérative de Mai en 2000 et le Zénith d'Auvergne en 2003 dans lesquelles ont à présent lieu la grande majorité des concerts. 
Elle accueille depuis 2016 le meeting All Star Perche, créé par le champion olympique 2012 de la discipline, Renaud Lavillenie.
Le 19 juillet 1979, lors d'un violent orage, une partie du toit s'effondre sous le poids de l'eau.

## Concerts
Le 30 avril 1976, le groupe britannique Procol Harum se produit en concert à la Maison des Sports de Clermont-Ferrand.